# Oemona simplicicollis
Oemona simplicicollis är en skalbaggsart som beskrevs av Thomas Broun 1880. Oemona simplicicollis ingår i släktet Oemona och familjen långhorningar. Inga underarter finns listade i Catalogue of Life.